# Norsk Folkemuseum

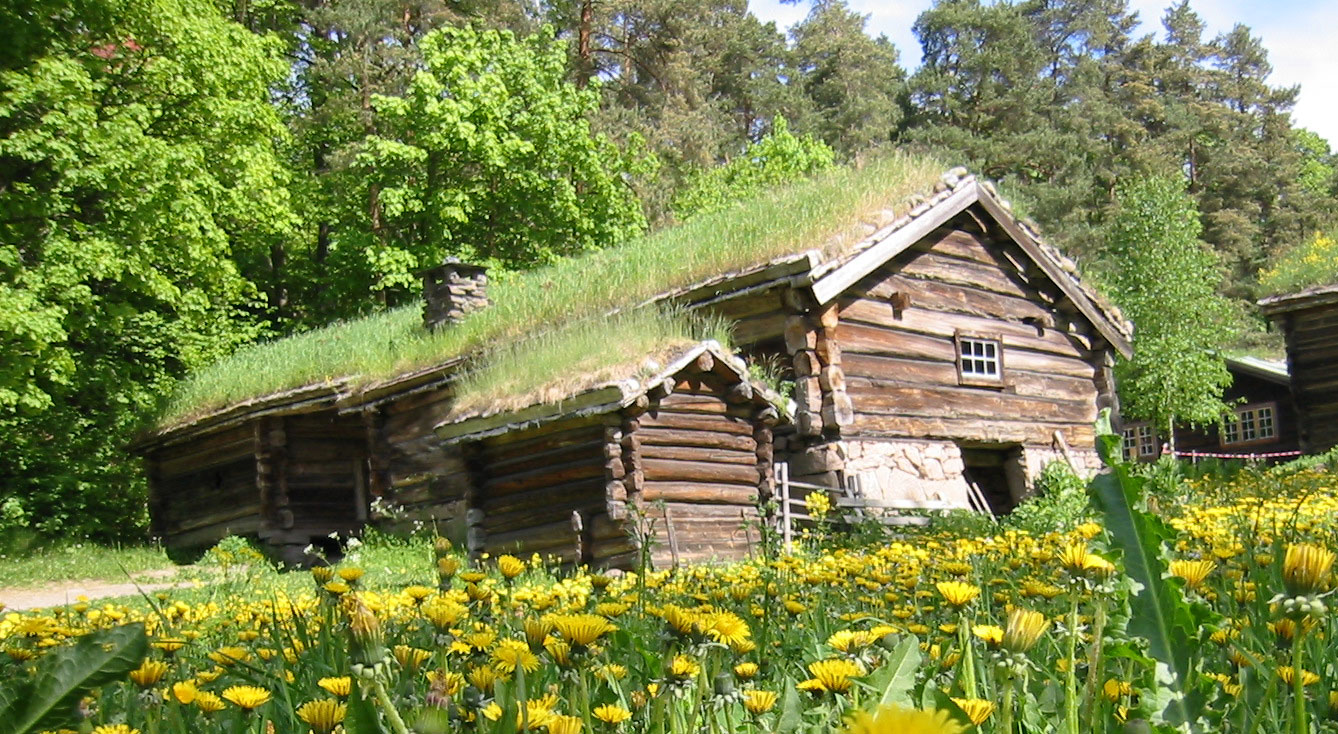
Gamla uthus återuppbyggda på Østerdalstunet på Norsk Folkemuseum

Norsk Folkemuseum är ett friluftsmuseum på Bygdøy i Oslo i Norge, med rikstäckande kuturhistoriskt ansvarsområde. Museet grundades den 19 december 1894 i Kristiania (Oslo), på initiativ av bibliotekarien och museimannen Hans Aall. Förebilden var Nordiska museet i Stockholm, vilket grundats 1873 och utvidgats med Skansen 1891. Aalls vision var en norsk parallell som skulle samla och ställa ut "alt, som belyser det norske Folks Culturliv". Alla tänkbara materiella spår av människors liv och verksamhet i stad och land skulle insamlas, bevaras, utforskas och förmedlas genom utställningar och publikationer.
Norsk Folkmuseum äger, tillsammans med Lillehammer museum, företaget KulturIT, vilket driver Kulturnav.

## Museidirektörer
- Hans Aall 1894–1946
- Reidar Kjellberg 1946–1975
- Hallvard Bjørkvik 1975–1989
- Erik Rudeng 1990–2000
- Olav Aaraas 2001–2019
- Nina Refseth 2020-nuvarande

## Bildgalleri

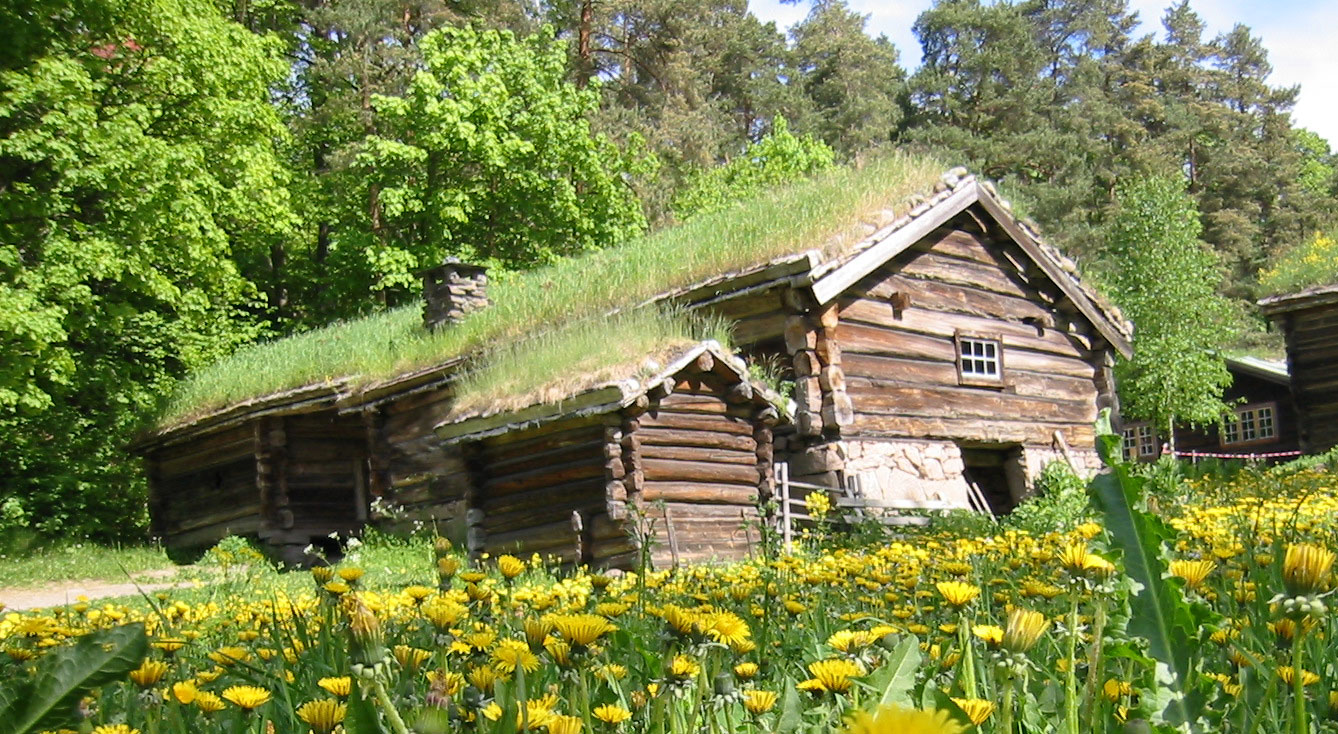
Timmershus från bondgård i Østerdal
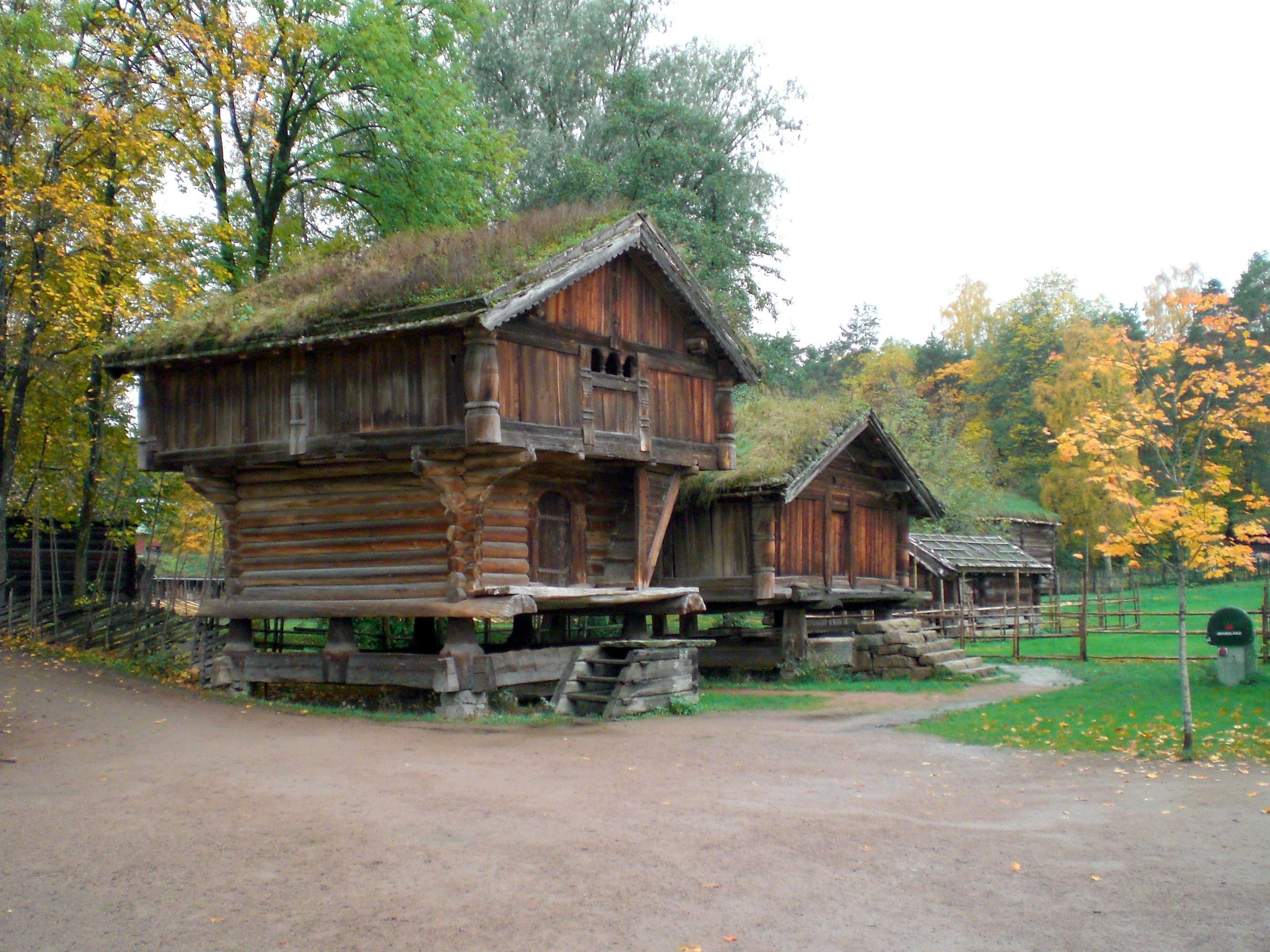
Äldre byggnader från Hovin och Gransherad i Telemark fylke
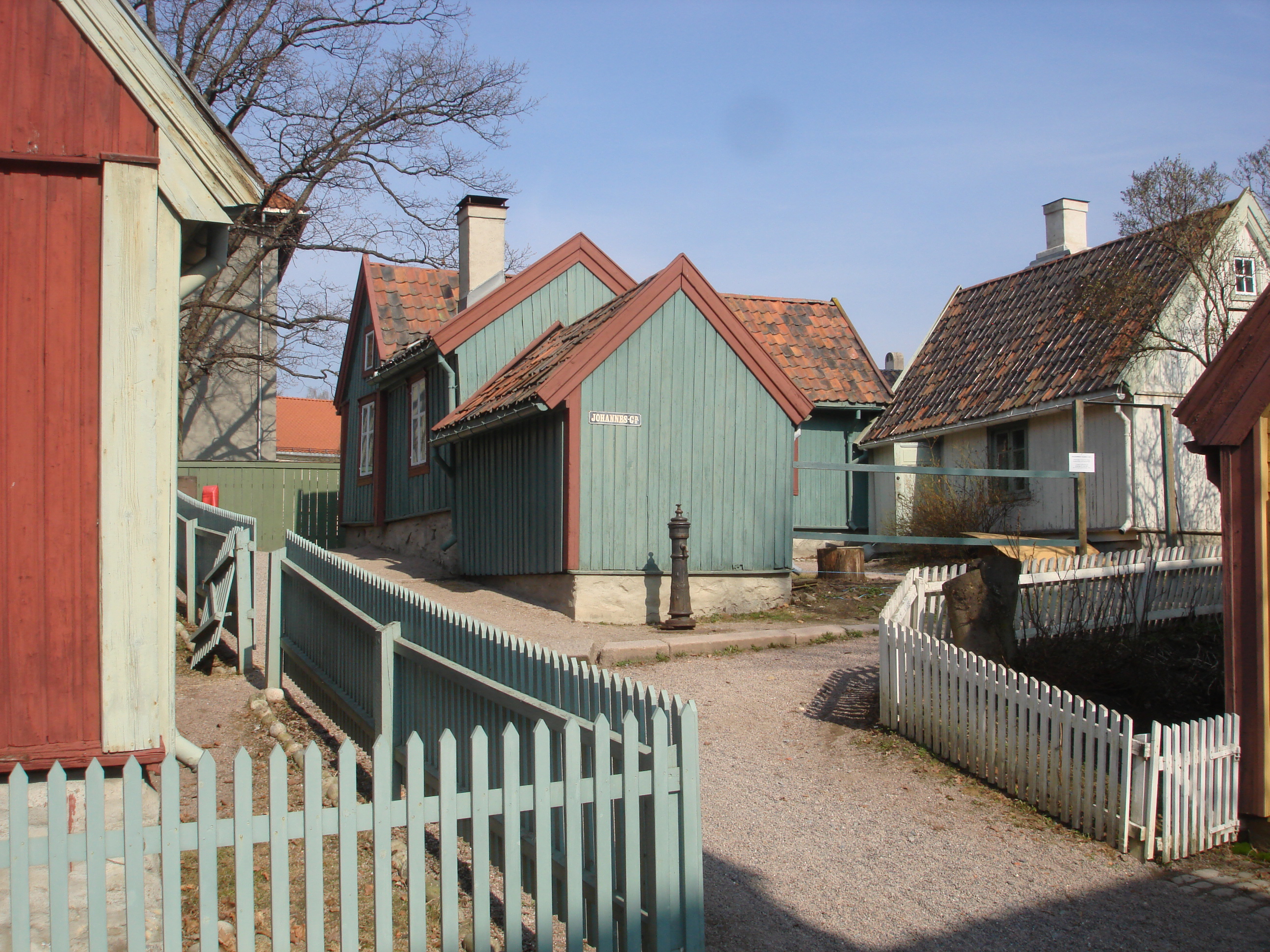
Arbetarbostäder från det tidigare området Enerhaugen i Oslo
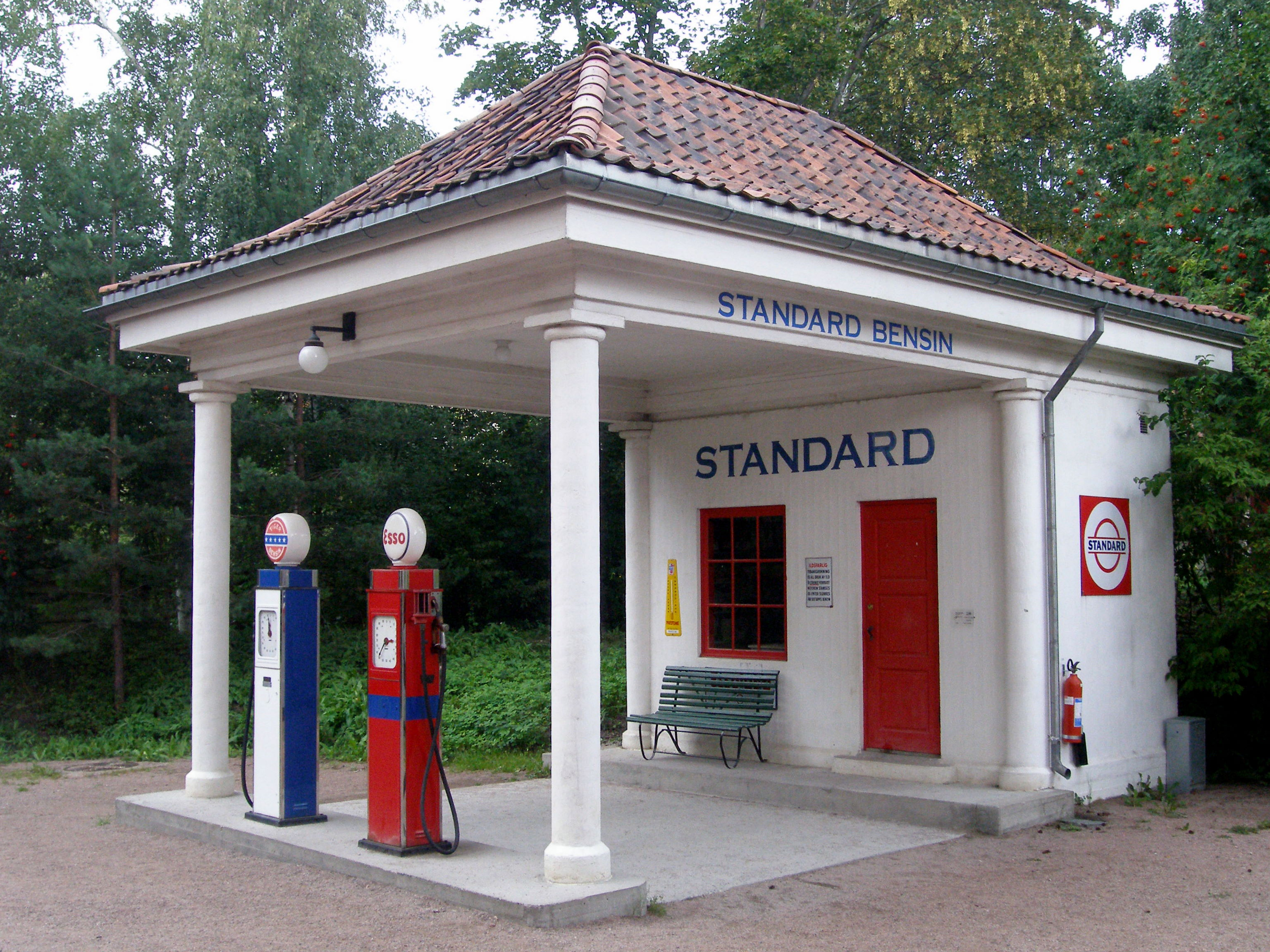
Standard Oil bensinstation från 1928 från Holmestrand
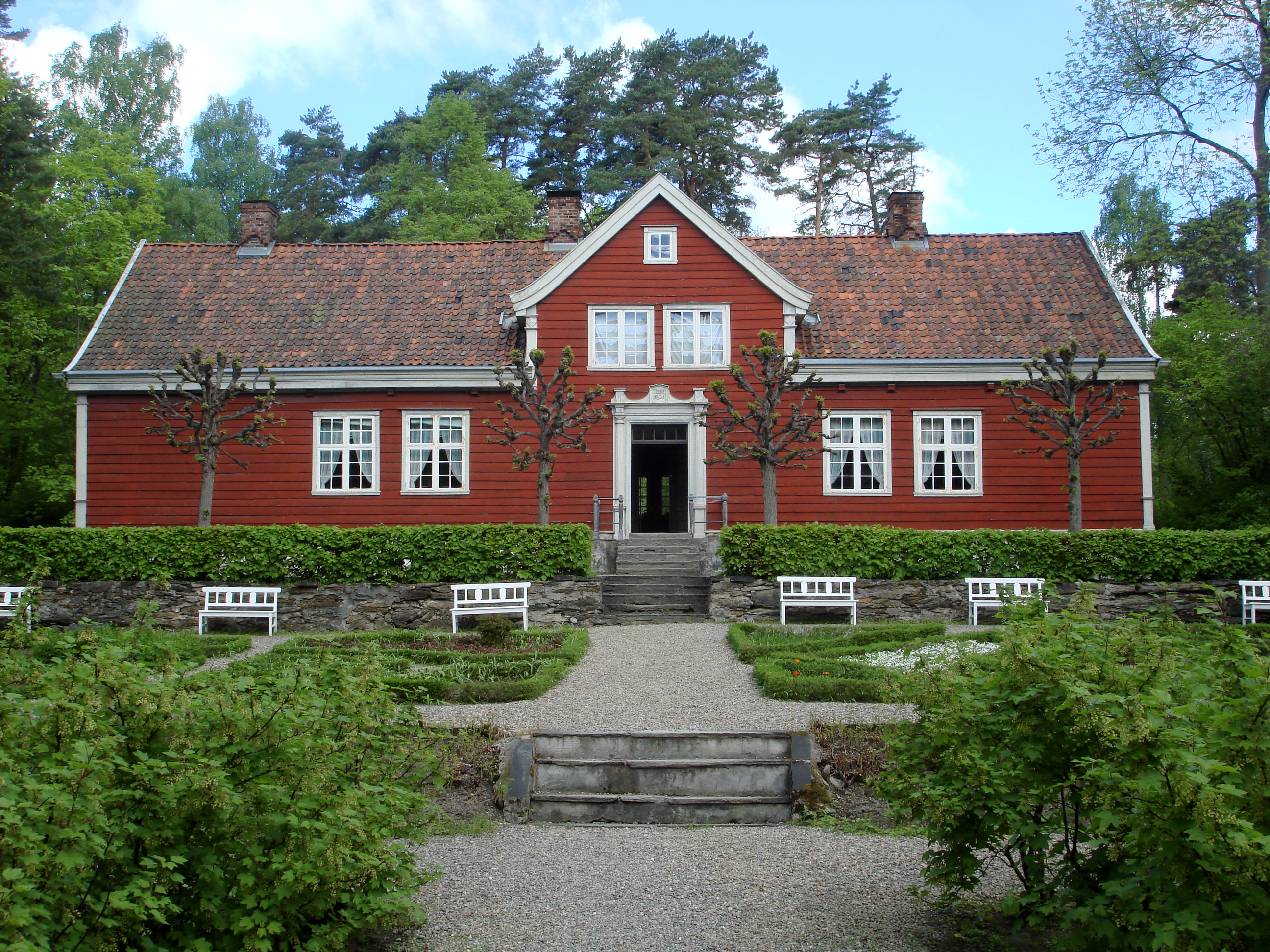
Prästbostad från Leikanger
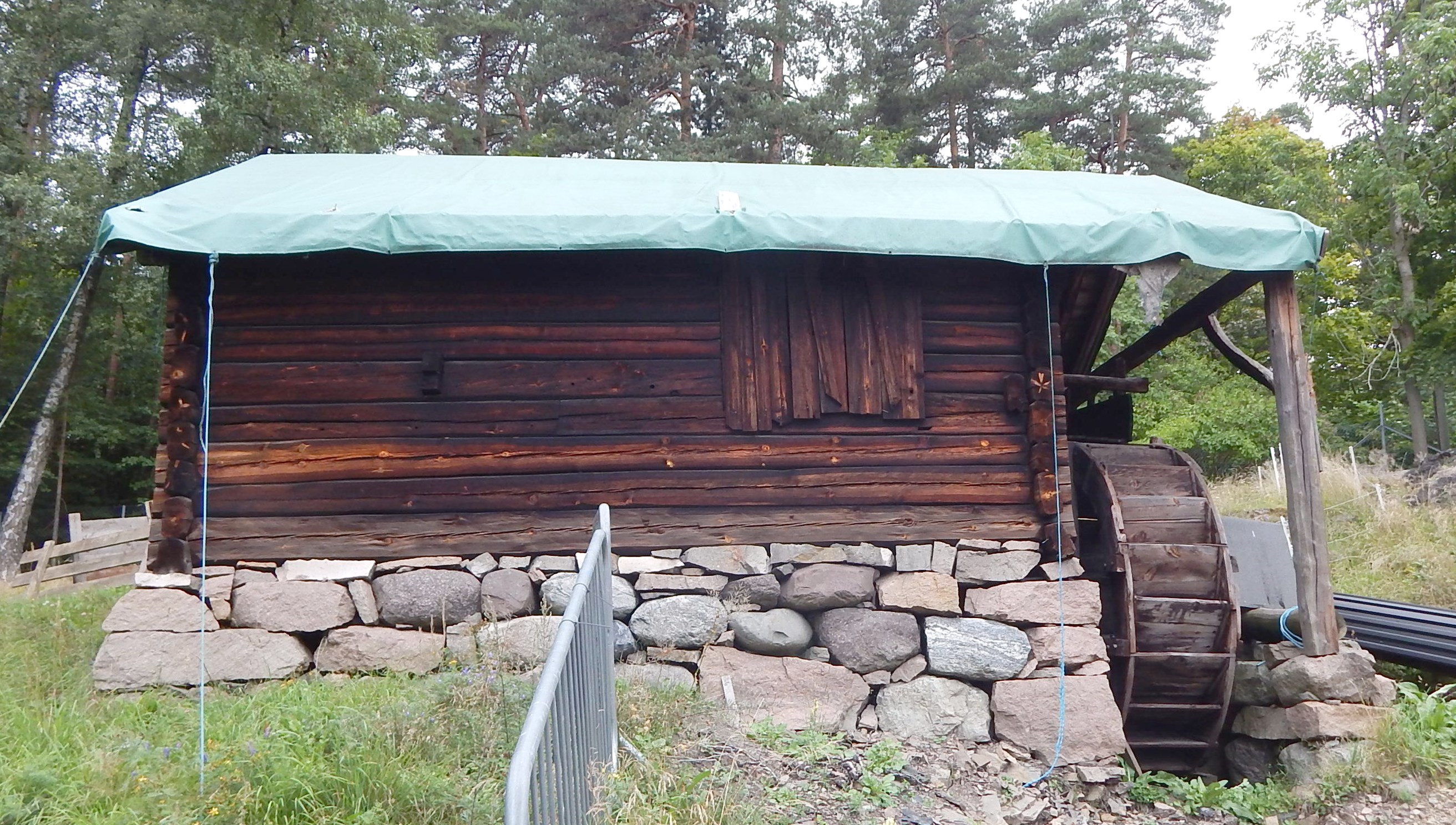
Stampkvarn från Stordal
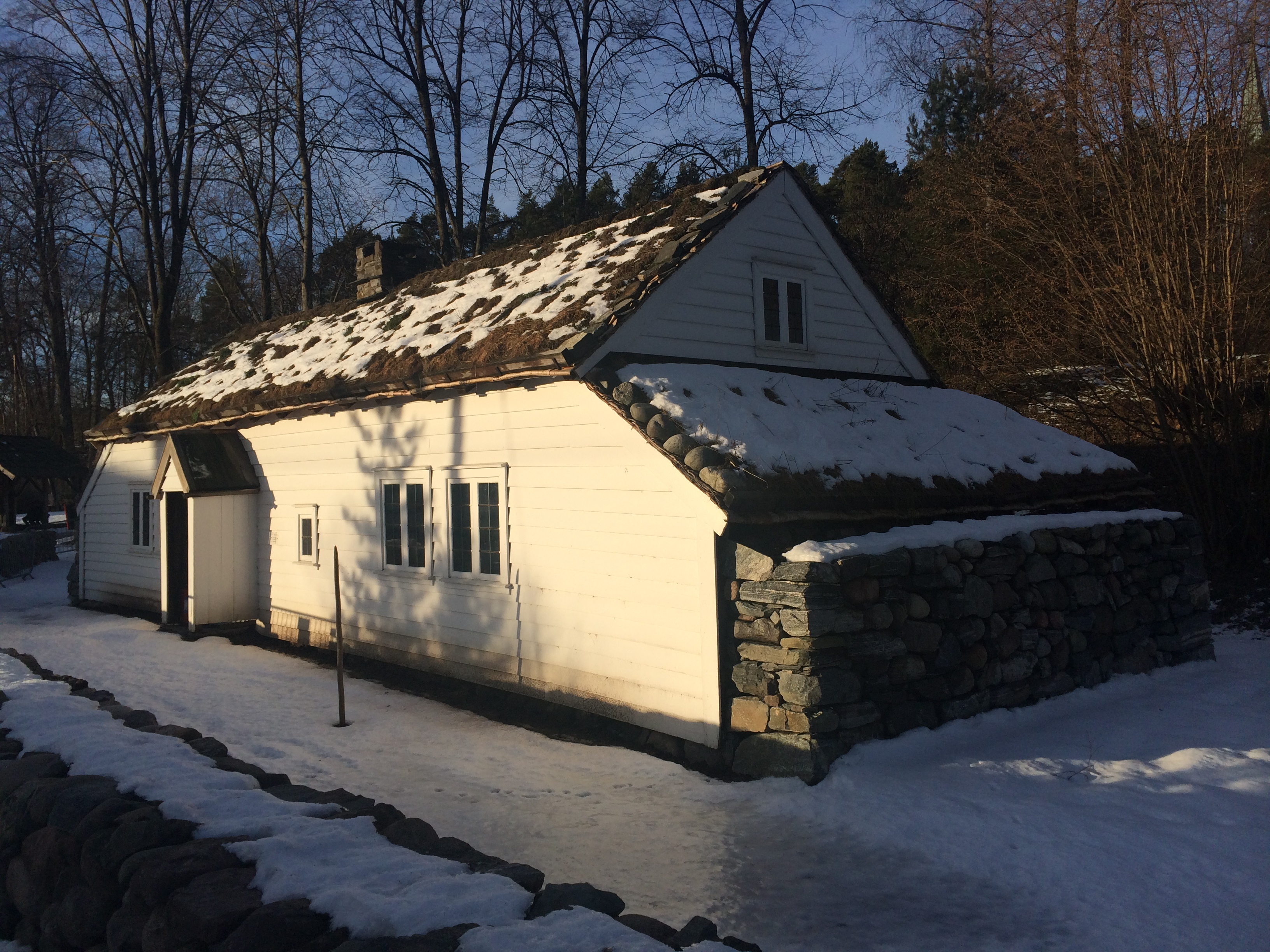
Typiskt 1800-talsbostadshus från Lista
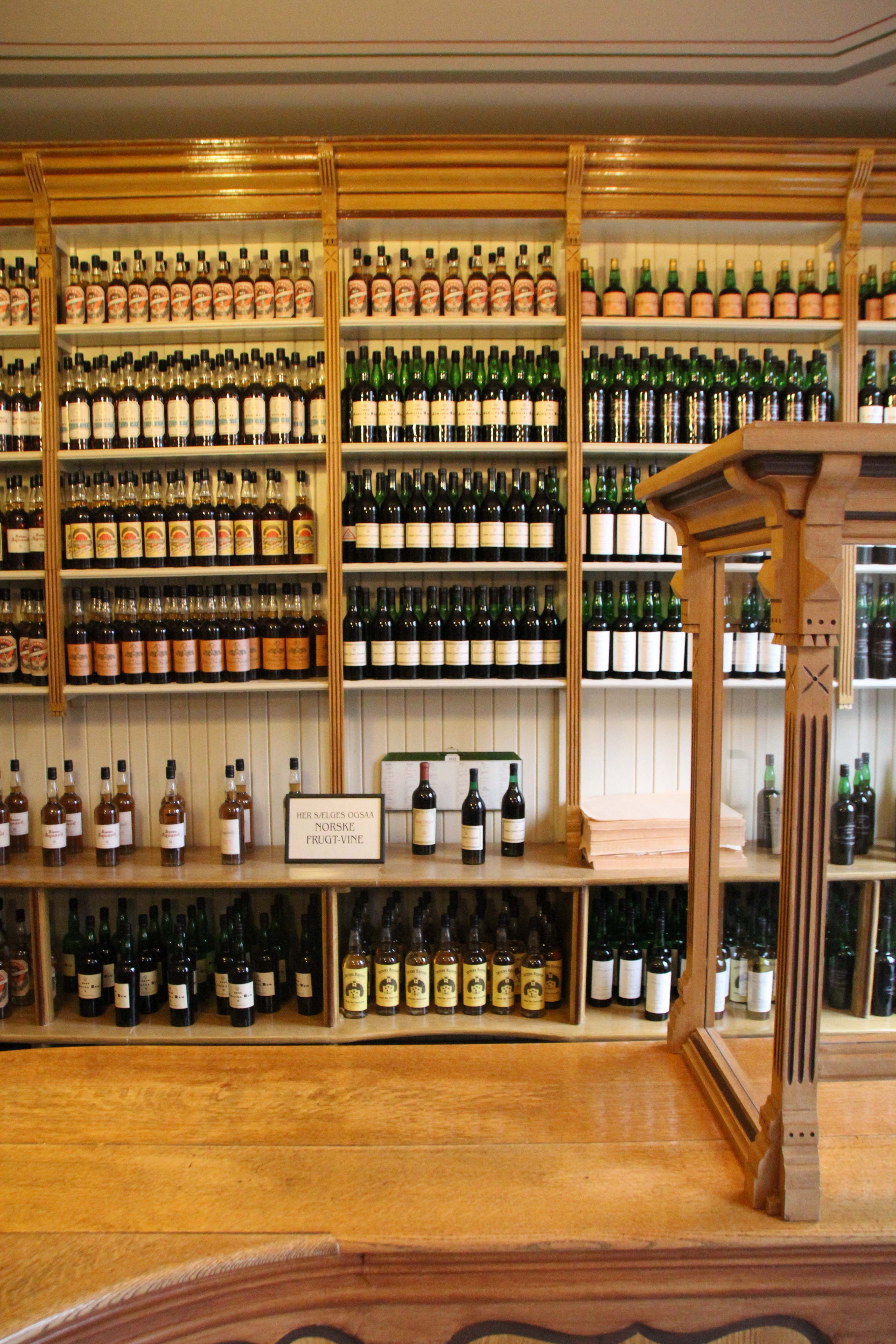
A Vinmonopoletaffär från Holmestrand (1904)
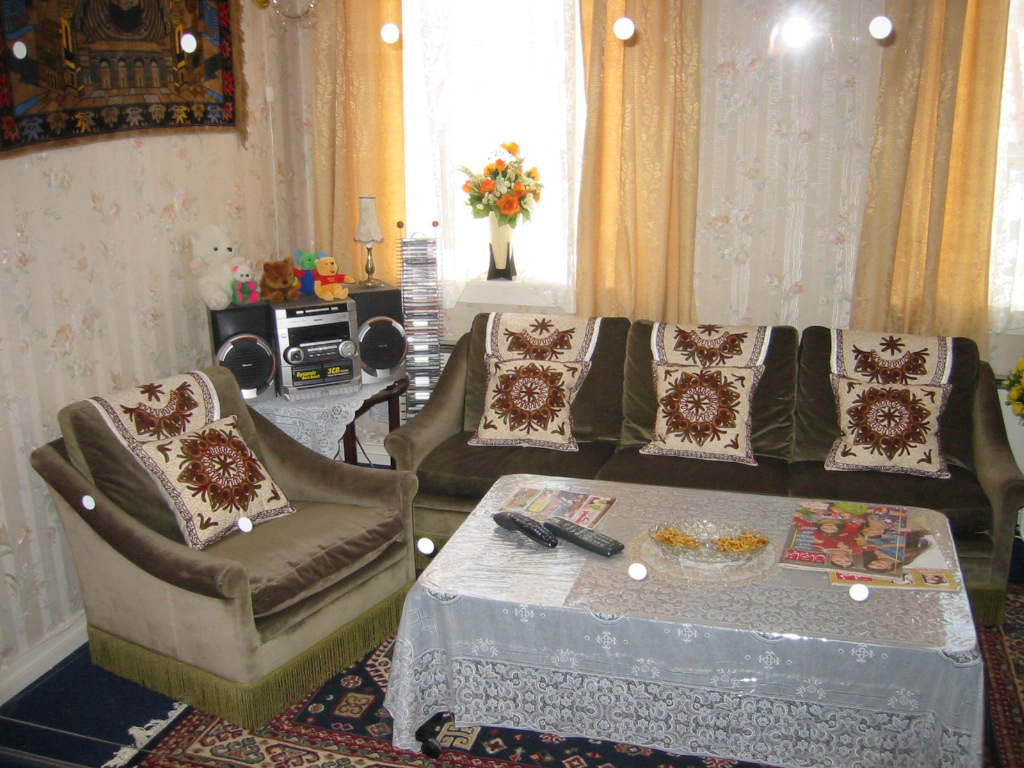
Pakistanskt hem 2002 i bostadshus från 1865
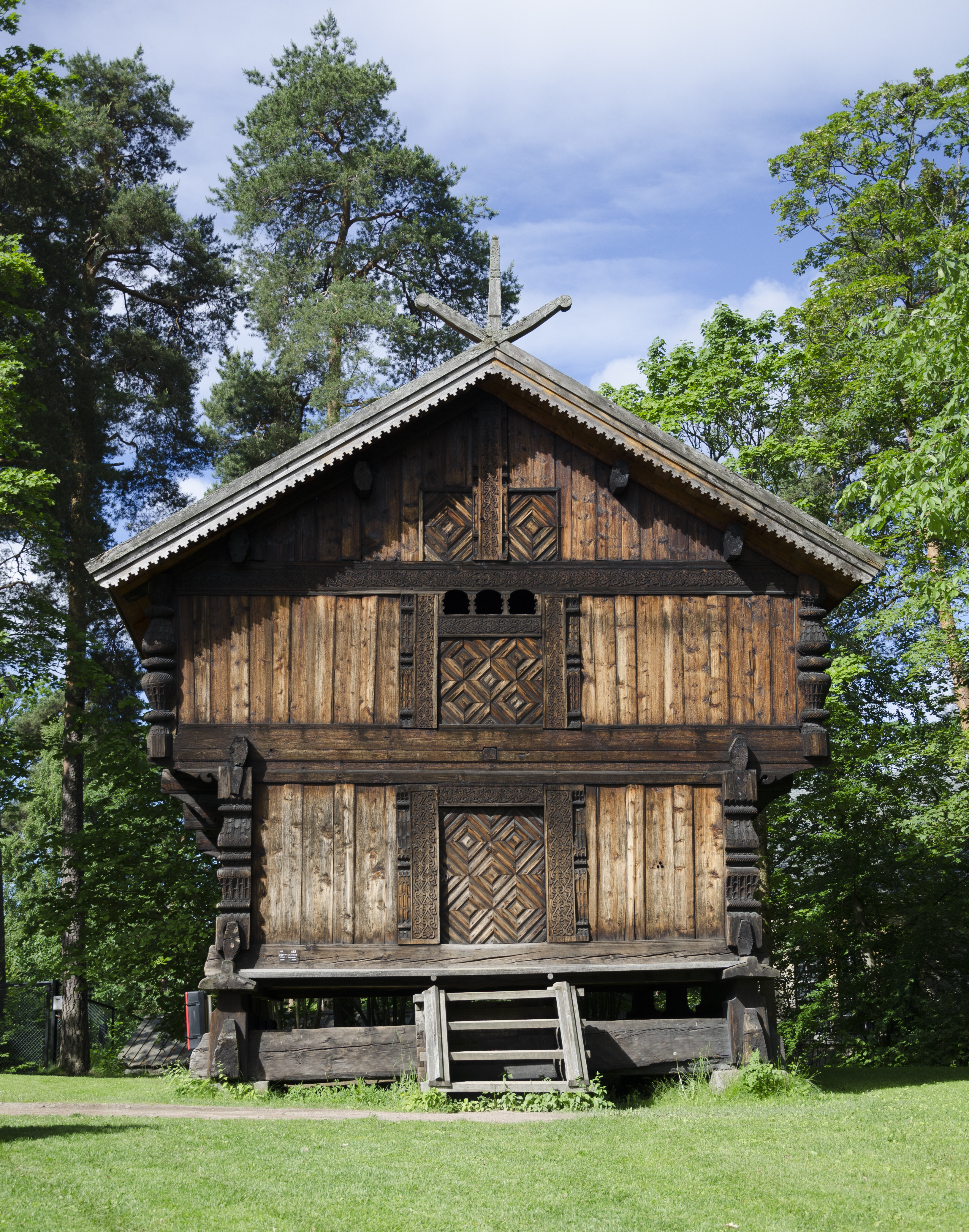
Loft från Telemark, byggt omkring 1750–1760
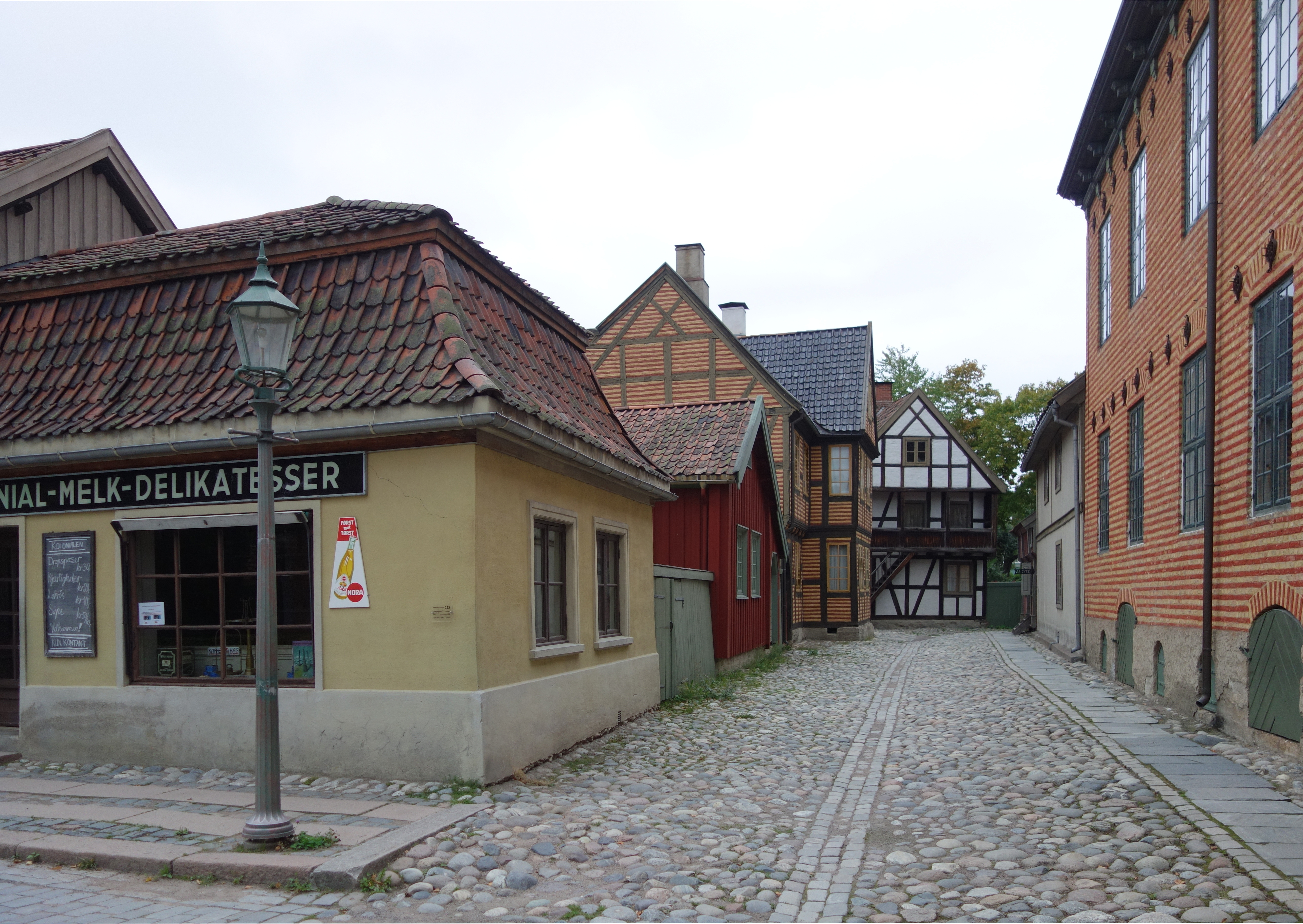
Gata i Gamla stan i Norsk Folkemuseum